# Washingtonville, Pennsylvania
Washingtonville là một thị trấn thuộc quận Montour, tiểu bang Pennsylvania, Hoa Kỳ. Năm 2010, dân số của thị trấn này là 273 người.